# Scotura annulata
Scotura annulata là một loài bướm đêm thuộc họ Notodontidae. Nó được tìm thấy ở Texas, phía nam through Trung Mỹ (bao gồm Panama và Costa Rica) to at least Guyane thuộc Pháp.
Ấu trùng ăn Hybanthus prunifolius in Panama.